# 横地吉信
横地 吉信（よこち よしのぶ）は、戦国時代から安土桃山時代にかけての武将。北条氏照の家臣。通称は監物。

## 略歴
永禄12年（1569年）10月1日に廿里古戦場において、小山田信茂に敗戦。滝山城に籠城。
天正18年（1590年）、豊臣秀吉による小田原征伐の折に家臣が籠城する八王子城より脱出し、諸説色々とあるが、檜原村に落ち延びる途中に切腹して果てたとされる。
東京都八王子市元八王子3丁目の宗閑寺が屋敷跡と言われ、「武蔵横地監物館」がある。